# Alquife
Alquife è un comune spagnolo di 896 abitanti situato nella comunità autonoma dell'Andalusia.